# Tenco in jazz
Tenco in jazz è il terzo album tributo a Luigi Tenco della cantante italiana Tiziana Ghiglioni uscito nel 1998.

## L'album
Tiziana Ghiglioni torna ad interpretare Luigi Tenco dopo due cd Tenco Project del 1993,  Tiziana Ghiglioni canta Luigi Tenco del 1994.

## Tracce
1. Ev'ry Time We Say Goodbye/Triste sera, 12:22
2. Ho capito che ti amo, 10:10
3. Lontano, lontano, 6:49
4. Il tempo dei limoni, 6:50
5. Se stasera sono qui, 7:29
6. Quando, 5:09
7. Un giorno dopo l'altro/Something Blue, 7:02
8. Vedrai, vedrai, 5:59
9. Mi sono innamorato di te, 6:48

## Musicisti
- Tiziana Ghiglioni - voce
- Giovanni Ceccarelli - pianoforte
- Attilio Zanchi - contrabbasso
- Gianni Cazzola - batteria